# Ingeniero Luis A. Huergo

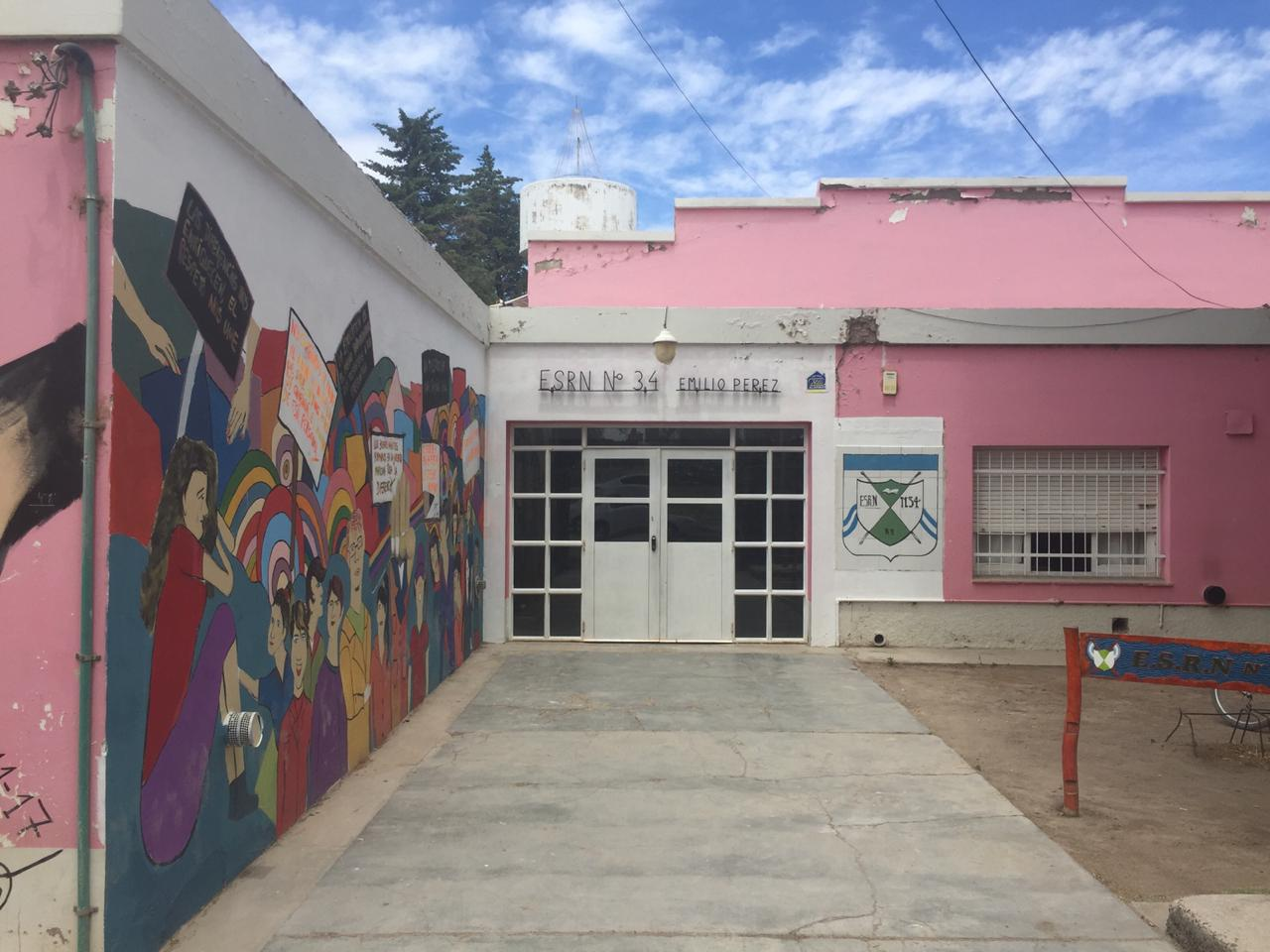
Edificio de la escuela secundaria Río Negro N.º 34

Ingeniero Luis A. Huergo es un municipio autónomo del departamento General Roca, en la provincia de Río Negro, Argentina.

## Toponimia
Lleva el nombre de Ingeniero Civil Luis Augusto Huergo en honor al primer ingeniero egresado de la escuela de Buenos Aires. Constructor y crítico de los puertos argentinos; fue impulsor del petróleo argentino, siendo director general de Explotación del Petróleo de Comodoro Rivadavia, en 1912.
La localidad es una de las principales productoras y exportadoras de manzanas a todo mundo.

## Historia
En su Carta Orgánica se constituye en Municipio autónomo y autárquico como Institución político - administrativa preexistente al Estado provincial rionegrino y sus límites son los históricamente fijados. La Jurisdicción del Municipio se ejerce dentro de los límites territoriales que de hecho ha ejercido, ejerce actualmente y se amplíen en el futuro.

## Población
Los resultados definitivos del censo 2010 arrojaron que el municipio posee 7513 habitantes. Este dato incluye los barrios rurales alejados de la aglomeración principal y población dispersa. La tasa de crecimiento demográfico con respecto al censo 2001 es 1,64%. En dicho censo contaba con 6483 habitantes. La planta urbana contó con 6227 habitantes (Indec, 2010), lo que representa un incremento del 21% frente a los 5145 habitantes (Indec, 2001) del censo anterior.

El censo 2022 arrojó 3.191 viviendas con una población estable de 8.571 habitantes en el municipio.
| Gráfica de evolución demográfica de Ingeniero Luis A. Huergo entre 1991 y 2010 |
|                                                                                |
| Fuente: Censos nacionales del INDEC                                            |

## Parroquias de la Iglesia católica en Ingeniero Luis A. Huergo
| Diócesis  | Alto Valle del Río Negro |
| --------- | ------------------------ |
| Parroquia | San Francisco Javier     |